# Favio Vieta
Favio Vieta (Resistencia, Chaco, 12 de enero de 1996) es un baloncestista argentino que juega en la posición de base o escolta, desempeñándose actualmente en Villa San Martín, equipo que disputa La Liga Argentina. Es hermano del también baloncestista Franco Vieta.

## Trayectoria

### Clubes
| Club                    | País      | Año             |
| ----------------------- | --------- | --------------- |
| Regatas Corrientes      | Argentina | 2013 - 2016     |
| Hindú de Resistencia    | Argentina | 2016 - 2018     |
| Del Progreso            | Argentina | 2018 - 2019     |
| Villa San Martín        | Argentina | 2019 - 2022     |
| Argentino de Junín      | Argentina | 2022 - 2023     |
| Ameghino de Villa María | Argentina | 2023 - 2024     |
| Villa San Martín        | Argentina | 2024 - Presente |

## Selección nacional
Vieta fue miembro de los seleccionados juveniles de baloncesto de Argentina, llegando a integrar el plantel del equipo que obtuvo el título en el Campeonato Sudamericano de Baloncesto Sub-17 de 2013. 
El base también fue miembro de Argentina Desarrollo, un combinado de jugadores de La Liga Argentina y del Torneo Federal de Básquetbol que en 2019 representó a su país en una gira por China.